# エネルギー規制委員会
エネルギー規制委員会（エネルギーきせいいいんかい、仏: Commission de régulation de l'énergie、略：CRE）は、2000年創設したフランスの独立行政機関。エネルギー市場の状況の監視及び消費者との紛争の扱いを担当している。ガスと電力に集中している。
欧州連合の影響下で誕生したという。エネルギー市場の自由化を呼びかける欧州委員会により、今まで独占を占めていたフランス電力（旧フランス電力公社）の行動などを監視しなければならないと思われてきたという。そして、この独占を競おうとしていた新しい会社たちは自由に市場に入れることや消費者に対して供給の平等を確保している機関。